# Суворовська гора
Суворовська гора — неофіційна назва довгої височини на умовній межі Придністров'я і Молдавії біля сіл Гиска і Хаджімус, за 5 км на південь від Бендер. На її вершині знаходиться курган, названий в народі Суворівським. За назвою кургану назвали і гору. Під час Німецько-радянської війни пагорб носив закриту назву «висота 150». З пагорбом пов'язано безліч легенд.

## Історія
Звідки взялася така назва у кургану ніхто точно не знає. Але ходить безліч легенд, історій про походження назви. Деякі вважають, що Суворовська гора — це братська могила солдатів, загиблих при штурмі Бендерської фортеці під командуванням Олександра Суворова. Звідси назва Суворовський курган або «Суворова могила».

### Епохаросійсько-турецьких воєн
Письменник-краєзнавець В. Кучеренко в книзі «Бендери — життя тому назад», торкаючись теми Суворовської гори, пише: «Здавна цей курган панує над містом. Ще не відомо його походження, але з особистістю Суворова він ніяк не пов'язаний. Хоча ще на карті початку XX століття він позначений як Суворова гора. Він, можливо, бував у Бендерської фортеці. У Бендерах була ставка Потьомкіна, якому підпорядковувався Суворов. Ось на доповіді він міг приїжджати до найсвітлішому».
На картах XIX століття гора позначена як табірне поле, де розташовувалося стрільбище.

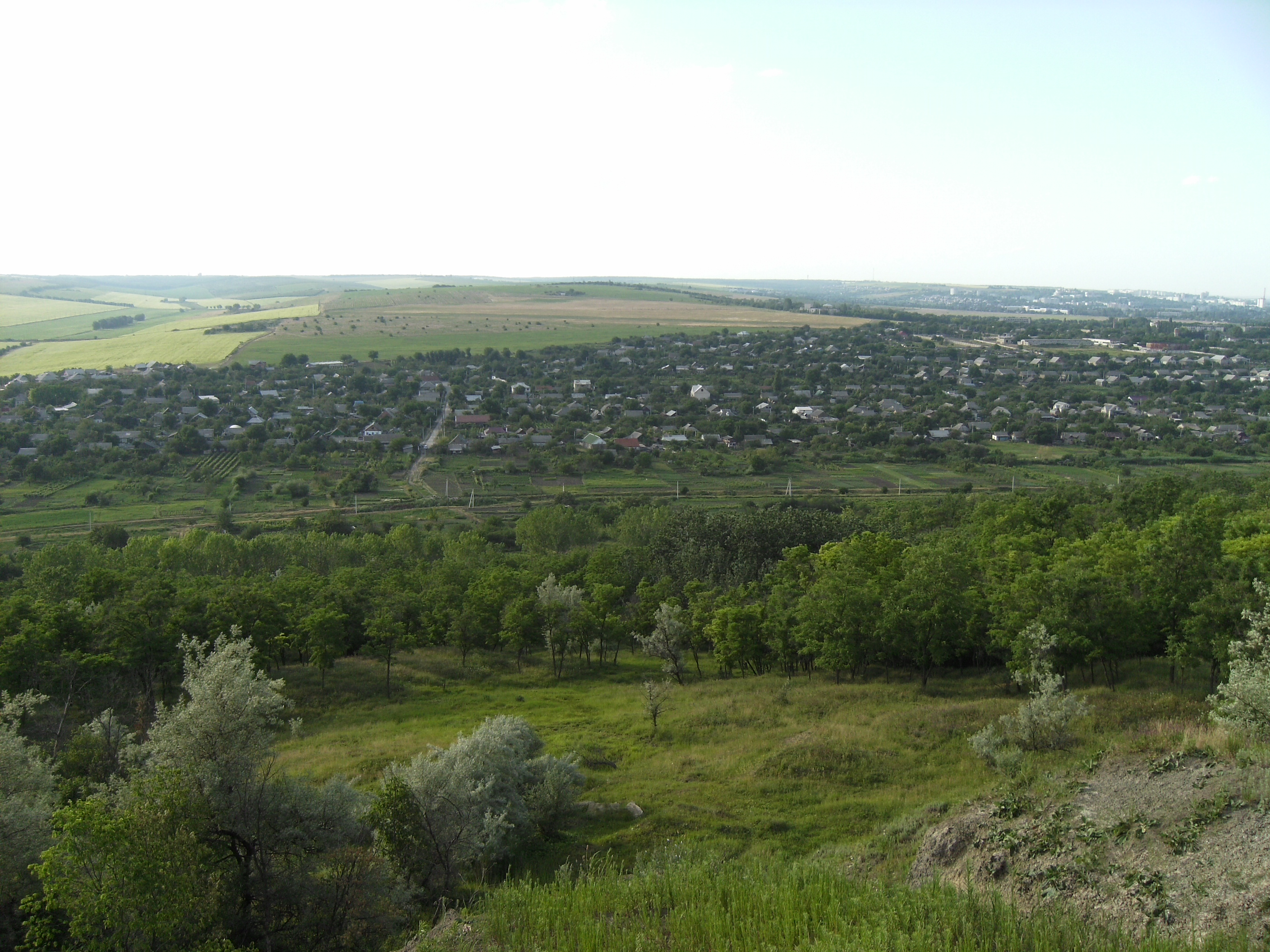
Вид на Гиску з Суворовської гори

### Під часДругої світової війни
Суворовська гора — одне з місць, де вирішувалася доля Яссько-Кишинівській операції. Найсильніші бої розгорнулися за цю висоту 22 серпня 1944 року. Радянські війська в складі 2-ї роти 129-го стрілецького полку 93-ї миргородської  стрілецької дивізії йшли в атаку, але німці з добре замаскованих амбразур завдавали їм великих втрат. Рота змушена була залягти. Тоді боєць Микола Курило взяв кілька зв'язок гранат, підповз до німецької кулеметної точки, встав на весь зріст і кинув першу в'язанку гранат. У цей момент в нього потрапило кілька ворожих куль, але він зумів наступною зв'язкою гранат знищити німецьку кулеметну точку. Рота перейшла в наступ, командир роти цієї Закільян підніс Червоний прапор над цією висотою 22 серпня. Це означало кінець німецького опору, з 22 на 23 серпня німці почали таємно відведення своїх військ від Бендер.
Перемога за висоту дісталася дорогою ціною. У боях за звільнення Бендер, Хаджімуса і Гіскі, що тривали в загальній складності близько 4,5 місяців, свої життя віддали тисячі солдатів. Численні свідчення запеклих боїв за «Висоту 150.0» досі зберігає в своїй землі Суворовська гора.

### Теперішній час
Зараз на вершині кургану збереглися залишки зруйнованої в ході молдавсько-придністровського конфлікту пам'ятної плити.
У вересні 2009 року громадські об'єднання Бендер виступили з ініціативою встановити пам'ятний знак у пам'ять учасників штурму цього кургану в ході визволення Бендер 20-23 серпня 1944 року. Державна адміністрація цю ідею підтримала.

## Легенди
|  | За наказом генералісимуса Олександра Суворова руські воїни носили землю в своїх шапках, роблячи її візуально вище, щоб ввести в оману війська противника. Росіяни, значно поступалися за чисельністю військам турків, ходили навколо гори нерозривним ладом, тим самим створюючи у противника, який міг спостерігати одну сторону схилу гори, ілюзію нескінченної за чисельністю армії, яка шапками змогла зробити такий курган. |
|  | У цьому кургані похований улюблений кінь Суворова, а землю для могили коня солдати нібито завдавали шапками. Ще одна легенда оповідає, що з фортеці до кургану ведуть підземні ходи, а частина викопаної землі — це і є насип кургану. |